# دومینیک بوچارد
دومینیک بوچارد (انگلیسی: Dominique Bouchard؛ زادهٔ ۲۹ مهٔ ۱۹۹۱) ورزشکار ورزش شنا اهل کانادا است.
وی در مسابقات کشوری و بین‌المللی در مجموع برندهٔ ۱ مدال طلا و ۲ مدال نقره شده‌است.